# Kappholz
Kappholz ist ein Industrierestholz und fällt als Sägenebenprodukt bei der Längenkappung von Rundholz bzw. Stammholz in Rundholzsortierbetrieben oder Sägewerken an. Außerdem kann es bei der Längenkappung von Schnittholz in Sägewerken oder holzverarbeitenden Betrieben anfallen. Als Längenkappung wird das Sägen quer zur Stammachse (Faser) bezeichnet.
Kappholz wird in Längen von 0,01 – 1,00 m mit oder ohne Rinde vermarktet. Gängige Hölzer sind Fichte, Tanne, Kiefer, Lärche, Douglasie, Buche, Hainbuche, Eiche, Erle, Pappel, Linde und Birke.
Kappholz wird hauptsächlich für die Produktion von Spanplatten und Holzwerkstoffplatten verwendet. Zusätzlich wird es auch getrocknet, gespalten und entsprechend abgelängt (25, 33, oder 50 cm) als ofenfertiges Brennholz angeboten.